# Loy Katali
Loy Katali (* 12. Oktober 1975) ist eine ugandische Politikerin (NRM) und Mitglied des Parlaments von Uganda.

## Leben
An der Makerere-Universität erhielt sie im Jahr 2000 einen Abschluss als Diplom-Kauffrau. Sie arbeitete danach als Buchhalterin bei verschiedenen Organisationen, zum Beispiel von 2001 bis 2003 beim Uganda Bureau of Statistics, von 2003 bis 2004 in der staatlichen Direktion für Wasserwirtschaft und von 2004 bis 2008 in der staatlichen Behörde für Mikrofinanz. 2008 erhielt sie die ACCA-Qualifikation der Association of Chartered Certified Accountants, dazu 2009 einen Master of Business Administration der Makerere-Universität.
Von 2009 bis 2011 war sie Beraterin für Finanzmanagement für das Arbeitsministerium der Republik Südsudan, danach war sie von 2012 bis 2015 Finanzvorstand in der Intergovernmental Authority on Development (IGAD), einer regionalen Organisation von Staaten in Nordostafrika.

## Politik
Seit 2016 ist sie Mitglied im Parlament von Uganda als Frauenrepräsentantin für den Distrikt Jinja. Im Parlament ist Loy Katali stellvertretendes Mitglied im Ausschuss für Finanzen, Planung und wirtschaftlicher Entwicklung. Bei der Parlamentswahl 2021 wurde sie erneut gewählt.